# Streptocarpus polyphyllus
Streptocarpus polyphyllus är en tvåhjärtbladig växtart som beskrevs av Jean-Henri Humbert. Streptocarpus polyphyllus ingår i släktet Streptocarpus och familjen Gesneriaceae. Inga underarter finns listade i Catalogue of Life.